# Ludovic Assemoassa
Amevou-Ludovic "Ludo" Assemoassa (Lyon, 18 de setembro de 1980) é um ex-futebolista togolês que jogava como defensor.

## Carreira
Assemoassa fez parte do elenco da Seleção Togolesa de Futebol na Copa do Mundo de 2006.